# Гондкув-Великий
Гондкув-Великий (пол. Gądków Wielki) — село в Польщі, у гміні Тожим Суленцинського повіту Любуського воєводства.
Населення — 635 осіб (2011).
У 1975-1998 роках село належало до Зеленогурського воєводства.

## Демографія
Демографічна структура станом на 31 березня 2011 року:
|          | Загалом | Допрацездатний вік | Працездатний вік | Постпрацездатний вік |
| -------- | ------- | ------------------ | ---------------- | -------------------- |
| Чоловіки | 310     | 58                 | 223              | 29                   |
| Жінки    | 325     | 50                 | 185              | 90                   |
| Разом    | 635     | 108                | 408              | 119                  |